# 仰望青空的龍少女
《仰望青空的龍少女》是一款由迪波之巢製作所於2010年7月30日發售的發售的18禁戀愛冒險遊戲。遊戲的目的是培養一個與人類有著相同外觀的龍族女孩成長。
2013年3月7日由CyberFront於PlayStation Portable發行《仰望青空的龍少女 Portable》。2016年10月27日於Steam上發行了以PSP版為基底修改推出的電腦下載版本，並於2017年5月9日更新了簡體中文版開放下載。

## 遊戲簡介
這是一款描述與龍族女孩交往並成長的電腦遊戲。本作遊戲內容共分成兩個部分，分別為使用劇情方式來描述培育龍族女孩敏特成長過程的「故事部分」、以及敘述培育過程中去狩獵其他龍族和攻擊怪物以增加自身能力的「RPG部分」。
根據玩家在「故事部分」中對待敏特的方式以及態度不同，將會產生出4種不同的性格。每種性格都會有屬於自己不同的故事分歧以及最終結局的差異。此外對應至每條路線的不同，故事中都有必須達成的「任務」，也有會改變目前狀態的事件。
「RPG部分」是指玩家透過操縱敏特打敗敵人，其玩法包含了橫向捲軸遊戲的元素。

## 故事介紹
亞杜尼斯從幾年前開始，為了成為馴龍師而在前馴龍師「達南」（ダナン）身邊進行著修行。某一天，他在森林中進行訓練的時候與龍族少女敏特相遇了。這位少女直接稱亞杜尼斯為「爸爸」，亞杜尼斯想著這肯定是有什麼誤會所以向少女問了很多問題，可是少女除了自己的名字以外什麼都不記得了。回到了師傅家裡詢問過後，從師傅口中得知在森林中與她的相遇，就是亞杜尼斯成為馴龍師的命運邂逅。於是與失去記憶的龍少女訂下契約的亞杜尼斯，為了尋找少女的記憶，開始踏上了在世界各地周遊的冒險旅程。

## 登場人物
在PC和PSP上所發行的版本除非有特別註明，否則皆為同一位聲優進行配音。
敏特（聲優：榊原由依）
本作女主角。龍的女孩，成長後會成為的樣貌會取決於你在培育時對她的態度，會變成女王、愛哭鬼、溫柔體貼、冷淡四種性格。
阿多尼斯（聲優：葵海人）
本作男主角。和龍族女孩敏特簽訂契約之後成為了訓龍師。
月桂葉（聲優：真中海(PC版) / 歩河みぃな(PSP/Steam)）
男主角師父的女兒以及簽訂契約的龍。
維洛（聲優：三嶋ワタル）
月桂葉的龍族同伴，對於男主角來說比較像是哥哥的關係。
安潔莉卡（聲優：桜坂かい(PC) / 藤崎紗矢香(PSP/Steam)）
一位正在前往ロメオドート市旅途上的修女。
酢醬草（聲優：茶谷やすら）
替冒險者們在公會內安排各式各樣差事的看板娘。
艷（聲優：茶谷やすら）
一個膽小的龍族女孩。
鳶尾花（聲優：飯田空）
公會會長。

## 製作團隊
- 角色設計：山本和枝
- 劇本：
- 音乐：佐々倉マコト、Angel Note

## 主題曲
PC版片頭曲「Let's start now」
作詞：，作曲、編曲：不知火つばさ，主唱：榊原ゆい
PSP版片頭曲「Future world」
作詞、作曲：榊原ゆい，編曲：，主唱：榊原ゆい
PC、PSP版片尾曲「I don't wanna forget」
作詞：，作曲、編曲：椎名俊介，主唱：榊原ゆい

## 脚注
1. ↑  Steam. . Steam. 2016-10-27  [2017-10-10]. （原始内容存档于2017-10-02）.
2. ↑  . 4Gamer.net. 2012-11-01  [2014-06-21]. （原始内容存档于2013-06-14） （日语）.
3. ↑  . 2010年6月21日  [2014-06-21].[永久]
4. 1 2  . ErogeTrailers.   [2021-09-26]. （原始内容存档于2019-09-07） （日语）.
5. ↑  . ErogeTrailers.   [2021-09-26]. （原始内容存档于2020-01-17） （日语）.

## 外部連結
- 迪波之巢製作所（页面存档备份，存于）（日語）
- 迪波之巢製作所 在Facebook上的頁面（页面存档备份，存于）（日語）
- 仰望青空的龍少女 在Steam上的頁面（页面存档备份，存于）